# Spergularia purpurea
Spergularia purpurea é uma espécie de planta com flor pertencente à família Caryophyllaceae. 
A autoridade científica da espécie é (Pers.) G.Don, tendo sido publicada em A General History of the Dichlamydeous Plants 1: 425. 1831.

## Portugal
Trata-se de uma espécie presente no território português, nomeadamente em Portugal Continental.
Em termos de naturalidade é nativa da região atrás indicada.

## Protecção
Não se encontra protegida por legislação portuguesa ou da Comunidade Europeia.